# Litoria nyakalensis
Litoria nyakalensis är en groddjursart som beskrevs av Liem 1974. Litoria nyakalensis ingår i släktet Litoria och familjen lövgrodor. IUCN kategoriserar arten globalt som akut hotad. Inga underarter finns listade i Catalogue of Life.